# 270.ª Divisão de Infantaria (Alemanha)
A 270ª Divisão de Infantaria (em alemão:270. Infanterie-Division) foi uma unidade militar que serviu no Exército alemão durante a Segunda Guerra Mundial.

## Comandantes
| Comandante                     | Data                                      |
| ------------------------------ | ----------------------------------------- |
| Generalleutnant Ralf Sodan     | ? de abril de 1942 - 17 de agosto de 1943 |
| Generalleutnant Hans Brabänder | 17 de agosto de 1943 - 8 de maio de 1945  |

## Oficiais de operações
| Oberstleutnant Fritz Hartmann        | 21 de abril de 1942-26 de novembro de 1944 |
| Oberstleutnant Hans-Georg Biedermann | 25 de novembro de 1944-maio de 1945        |

## Área de operações
| Noruega | abril de 1942 - maio de 1945 |